# 疣胸琉璃蟻
疣胸琉璃蟻（Dolichoderus thoracicus）是琉璃蟻屬的一個物種，主要分布於東亞及東南亞一帶。

## 生態學
本物種屬於真社會性昆蟲，蟻巢群落屬於多蟻后型、多年生蟻巢。會取食花卉和某些半翅目昆蟲所分泌的蜜露。一顆成熟蟻巢的成員數量可超過數千隻，而不同蟻巢之間融合成的「超級蟻巢」（Supercolony）成員則可達千萬隻。
本物種喜好棲息於陰暗且乾燥的環境中，可於多種基質中建立巢穴，諸如竹林、土壤、樹葉、枯木、樹洞，或真菌子實體的孔隙。對於該物種而言，真菌相對堅固的質地可以提供族群良好的保護，而疣胸琉璃蟻分泌的蜜露和糞便，可能也會助長真菌的生長。除了自然環境之外，該物種也會棲息於人造環境中，會透過管路等進入到居家環境室內。

## 分布
疣胸琉璃蟻主要分布於東南亞熱帶地區，為琉璃蟻屬中最廣佈的一群。該物種原生於台灣、菲律賓、印尼、馬來西亞、新幾內亞、中南半島、印度、斯里蘭卡、华南地区，並引入阿根廷及夏威夷等地。

## 分類史
1860年，英國昆蟲學家弗雷德里克·史密斯首次描述了此一物種，並將此一物種歸入慌琉璃蟻屬（Tapinoma）中。達拉·托雷（Dalla Torre）將此一物種歸入琉璃蟻屬。1932年，多尼索普（Horace Donisthorpe）將「D. bituberculatus」視為是「D. thoracicus」的次異名，但往後的數十年間，多數文獻以「D. bituberculatus」指稱該物種，直到1980年代才逐漸棄用。

## 同物異名
- Tapinoma thoracica Smith, 1860
- Dolichoderus (Hypoclinea) bitubercularus (Mayr), 1894
- Dolichoderus bituberculatus emarginata Santschi, 1920
- Hypoclinea bituberculata Mayr, 1862
- Hypoclinea sellaris Roger, 1863

## 應用
該物種在東南亞國家的可可園中，曾用於防治角盲蝽屬（Helopeltis）或可可豆莢螟（Conopomorpha cramerella）等物種。但該物種也可能助長介殼蟲等農業害蟲的生長，並干擾寄生蜂生物防治的效果。

## 危害及防治
人造環境為疣胸琉璃蟻提供了良好的棲息環境，本物種會棲息於住家陰涼乾爽的區域，如窗框、天花板、梁柱等環境。龐大的蟻群入侵民舍除了對居民造成騷擾之外，甚至會攻擊住民及干擾採果期農地作業等等，嚴重影響居民的生活品質。此外疣胸琉璃蟻也會與蚜蟲、介殼蟲農業害蟲產生共生關係，對農地產生全年性的危害。另外，不同區域的疣胸琉璃蟻也會帶來的危害程度也有所不同。以台灣為例，台灣原生的原生的疣胸琉璃蟻蟻害並不嚴重，但近年來隨著東南亞的同物種族群移入台灣，這批入侵的疣胸琉璃蟻也帶來較為嚴重的危害。

### 觸殺性防治
殺蟲劑等觸殺性防治方式，可以迅速減少野外活動的個體數量，但單純地觸殺性防治僅能殺死在外活動的工蟻，無法殺死巢內的蟻后、工蟻，及幼蟲。此外殺蟲劑的毒性會危害非目標的物種，且可能殘留環境中，並危害人體，因此目前的主流研究逐漸朝向餌劑防治。

### 餌劑防治
餌劑法是透過作用較慢的毒餌投放達到控制的效果。慢作用的特性使工蟻在取食毒餌後不會立即死亡，會將毒餌帶回巢內餵食其他蟻隻，達到殺死巢內蟻群的效果。此方法不須知道螞蟻巢穴的確切位置，且能減少對環境的破壞。台灣農委會建議的毒餌配方以10-20%蔗糖水為基底，加入3%以下的硼酸或硼砂。硼酸濃度不宜超過3%，以避免驅散蟻隻。亦可加入1%的味精，以增加誘引效果。在使用餌劑防治後的1-2周後，可再使用觸殺性防治進行二階段防治。

### 其他防治法
諾米氏曲黴（Aspergillus nomius）在自然界中即可感染疣胸琉璃蟻。有研究團隊將諾米氏曲黴加以選殖，選殖出來的真菌株對本物種有9成的致死率，且在蟻隻之間具有高傳染性。